# Mika Yoshizawa
Mika Yoshizawa (jap. 吉澤 美香, Yoshizawa Mika; * 1959 in der Präfektur Tokio) ist eine japanische Malerin und Hochschullehrerin.

## Leben und Werk
Mika Yoshizawa studierte an der Kunsthochschule Tama in Tokio und machte dort 1984 den Abschluss. Derzeit ist sie dort Professorin.
In ihren Werken macht Mika Yoshizawa Gebrauchsgegenstände wie Bügeleisen, Glühbirnen und Gewürzbehälter zum Ausgangspunkt ihrer Arbeit.

„Ihre Arbeiten, die sie direkt auf die Wand aufträgt, entstehen aus einer amorphen Oberfläche unterschiedlicher Papiersorten, Vinylstreifen und anderen Materialien. Sie verwendet hauptsächlich Weiß und gebrochenes Weiß als Farbe, wobei schwarze Linien aus Zeichenkohle die räumliche Wirkung hervorrufen. Obwohl auch andere Elemente, ausgeschnittenes Papier, bedruckte Materialien, Vinylband u. ä. eine vergleichbare Funktion bei der Komposition besitzen, wie die Linien, so bleiben diese doch das Hauptmerkmal für die verschiedenen Ausdruckswerte der Bilder.“

## Ausstellungen (Auswahl)
- 2011 Art for Tomorrow Tokyo Wonder Site, Shibuya, Tokyo
- 2007 Rough and Refined Japanese Art. 1990s to present Leo Castelli Gallery, New York
- 2006 20 Art Works in this 20 years Miyanomori Art Museum, Sapporo, Hokkaido
- 1996 Art Scene 90-96 Contemporary Art Center, ATM First Phase, Art Tower Mito, Mito
- 1987 documenta 8, Kassel
- 1985 18. Biennale von São Paulo, São Paulo